# Пазушне линије
Пазушне линије или аксиларне линије су три вертикалне оријентационе линије у пределу пазушне јаме које у анатомији служе за ближе одређивање положаја појединих структура.

## Анатомија
У анатомској топографији у пределу грудног коша, са леве и десне стране тела описују се по три пазушне  или аксиларне линије: предња, средња и задња.
Предња пазушна (аксиларна) линија (лат. linea axillaris anterior) - коронална је линија на предњем делу трупа која се пружа дуж предњег пазушног (аксиларног) набора, којег формира доња ивица великог грудног мишића (лат. m. pectoralic major), када је рука подигнута у усправан положај. Ова замишљена линија се пружа наниже према трбуху почев од тачке која је на средини између средине кључне кости и бочног краја кључне кости.
Средња пазушна (аксиларна) линија (лат. linea axillaris media) - коронална је линија на трупу између предње и задње пазушне (аксиларне) линије. Она полази из врха пазушне јаме (лат. fossa axillaris) и налази се на једнаком растојању између предње и задње пазушне линије.
Задња пазушна (аксиларна) линија (лат. linea axillaris posterior) - коронална је линија на задњем делу трупа која се пружа дуж задњег пазушног (аксиларног) набора, којег формира спољашња ивица најширег леђног мишића (лат. m. latissimus dors).

## Галерија
- Лева страна грудног коша са уцртаним пазушним линијама